# Ochodaeus harterti
Ochodaeus harterti är en skalbaggsart som beskrevs av Lucas Friedrich Julius Dominikus von Heyden 1913. Ochodaeus harterti ingår i släktet Ochodaeus och familjen Ochodaeidae. Inga underarter finns listade i Catalogue of Life.